# Teleneura
Teleneura is een ondergeslacht van het insectengeslacht Erioptera binnen de familie steltmuggen (Limoniidae).

## Soorten
- E. (Teleneura) acanthapophysis (Alexander, 1973)
- E. (Teleneura) annandaleana (Alexander, 1953)
- E. (Teleneura) argentifrons (Edwards, 1928)
- E. (Teleneura) ctenophora (Alexander, 1966)
- E. (Teleneura) fusca (de Meijere, 1913)
- E. (Teleneura) laetipes (Alexander, 1968)
- E. (Teleneura) leucopoda (Alexander, 1932)
- E. (Teleneura) lushaiensis (Alexander, 1966)
- E. (Teleneura) luteiclavata (Alexander, 1932)
- E. (Teleneura) melanotaenia (Alexander, 1931)
- E. (Teleneura) nebulifera (Alexander, 1953)
- E. (Teleneura) nigribasis (Edwards, 1928)
- E. (Teleneura) parallela (Brunetti, 1912)
- E. (Teleneura) pennigera (Alexander, 1954)
- E. (Teleneura) perlugubris (Alexander, 1940)
- E. (Teleneura) perornata (Alexander, 1934)
- E. (Teleneura) subfusca (Edwards, 1919)